# Surreal Romance
Surreal Romance is een muziekalbum dat verscheen onder de naam van de Fin Heikki Sarmanto, maar eigenlijk een album is van het trio Sarmanto, Jussi Kannaste en Joonas Riippa. Sarmanto maakt in 2007 kennis met deze twee (relatief) nieuwe musici in de jazzwereld Finland. In tegenstelling tot zijn vorige album en bijvoorbeeld Rise bevat het geen muziek die nog deels terug te voeren in op klassieke muziek, behalve de track Requiem. Het is pure jazz, zoals Sarmanto die speelde in het begin van de jaren '70.

## Musici
- Heikki Sarmanto – toetsinstrumenten
- Jussi Kannaste – saxofoons
- Joonas Riippa – slagwerk

## Composities
Allen van Sarmanto:
- Vicious circle
- Surreal romance
- New swing
- The chase
- Requiem
- Thank you, Africa
- Endless stairways
- Crazy energy
- Soft and gentle
- Passion island
- Dangerous roads
- An angel passes
- Joy and sadness